# جائزة أوروبا الكبرى 2006
جائزة أوروبا الكبرى 2006 هو سباق فورمولا 1 أقيم بتاريخ 7 مايو 2006 في حلبة نوربورغرينغ، ألمانيا. كان الخامس من أصل 18 في بطولة العالم لسباقات الفورمولا واحد موسم 2006. حلّ الألماني مايكل شوماخر أولا بينما جاء الإسباني فرناندو ألونسو في المركز الثاني وحصل على المركز الثالث البرازيلي فيليبي ماسا.